# Aspindza
Aspindza (en georgiano: ასპინძა) es un asentamiento urbano de Georgia ubicado en el oeste de la región de Mesjetia-Yavajetia, siendo centro del municipio homónimo. 

## Toponimia
La palabra Aspindza deriva de una palabra persa اسب انداز, que significa "un lugar para descansar"

## Geografía
Aspindza se encuentra a una altitud de 1090 m en el río Kurá, a 34 kilómetros al sureste de Ajaltsije.  

### Clima
Aspindza tiene un clima de estepa montañosa, con inviernos fríos y poca nieve y veranos largos y cálidos. La temperatura media anual es de 9,4 °C; en enero es de -2,2 °C y en agosto de 20,3 °C.  

## Historia
El año de la fundación de la ciudad se considera 888, como cuenta Leonti Mroveli: 
El fugitivo Nasra fue capturado cerca de Yavajetia y asesinado por Aspindza en el año 888.
A finales del siglo XVI, Aspindza había sido conquistada por los turcos otomanos. Según su censo, "Aspindza era un pueblo grande, que constaba de 50 familias con jardines y huertas". El pueblo se menciona en la crónica de Sumbat Davitisdze y Vajushti de Kartli.
Aspindza lleva el nombre de una batalla que los ejércitos georgianos de Heraclio II de Georgia ganaron sobre los ejércitos otomanos y ávaros el 20 de abril de 1770, después de que los ejércitos rusos se retiraran tras un desacuerdo táctico.
Según el tratado de paz de Adrianópolis, en 1829, pasó a formar parte del Imperio ruso.
En 1961 se le otorgó el estatus de asentamiento urbano. Durante el período soviético funcionaron granjas de ganado, frutas y verduras, fábricas de costura y confitería.

## Demografía
La evolución demográfica de Aspindza entre 1939 y 2014 fue la siguiente:
| 1461                                            | 3783 | 3243 | 2793 |
| (Fuente: Population of Georgia in Soviet times) |      |      |      |

Su población era de 2793 en 2014, con el 96% de la población son georgianos. Antes de la deportación de los turcos mesjetios, éstos representaban el 75% de la población local.
|                            | 1939      | 1939       | 2014      | 2014       |
| Grupo étnico               | Población | Porcentaje | Población | Porcentaje |
| -------------------------- | --------- | ---------- | --------- | ---------- |
| Georgianos                 | 139       | 9,5%       | 2677      | 95,85%     |
| Rusos                      | 59        | 4%         | 4         | 0,14%      |
| Ucranianos                 | 59        | 4%         | 1         | 0,03%      |
| Armenios                   | 92        | 6,3%       | 105       | 3,76%      |
| Griegos                    | 21        | 1,4%       | 3         | 0,11%      |
| Osetios                    | 2         | 0,1%       | 1         | 0,03%      |
| Azeríes y turcos mesjetios | 1095      | 74,9%      | -         | -          |
| Kurdos                     | 25        | 1,7%       | -         | -          |
| Alemanes                   | 7         | 0,5%       | -         | -          |
| Tártaros                   | 2         | 0,1%       |           |            |
| Judíos                     | 1         | 0,1%       | -         | -          |
| Total                      | 1461      | 100%       | 2793      | 100%       |

## Infraestructura

### Arquitectura, monumentos y lugares de interés
El principal monumento de Aspindza es la fortaleza de Aspindza, cuya construcción duró desde el siglo X al siglo XIV. En las afueras de Aspindza, está la iglesia de Jvilisha del siglo IX.

## Galería

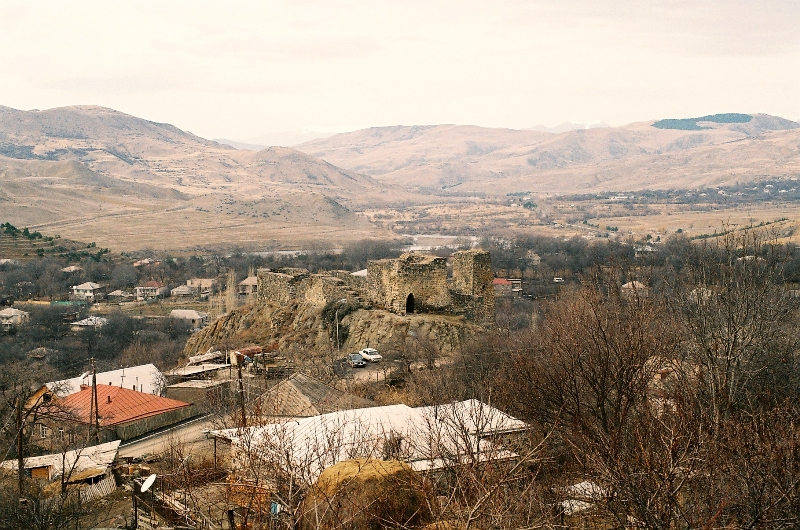
Vista de la fortaleza y el asentamiento
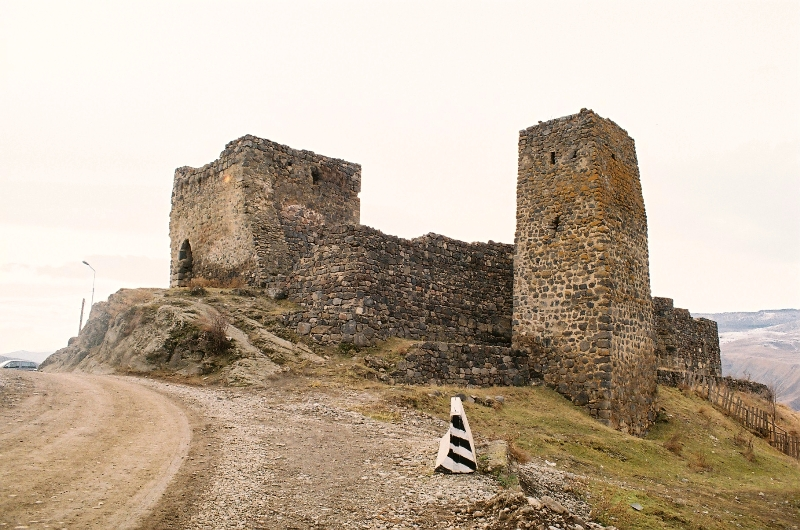
Fortaleza de Aspindza
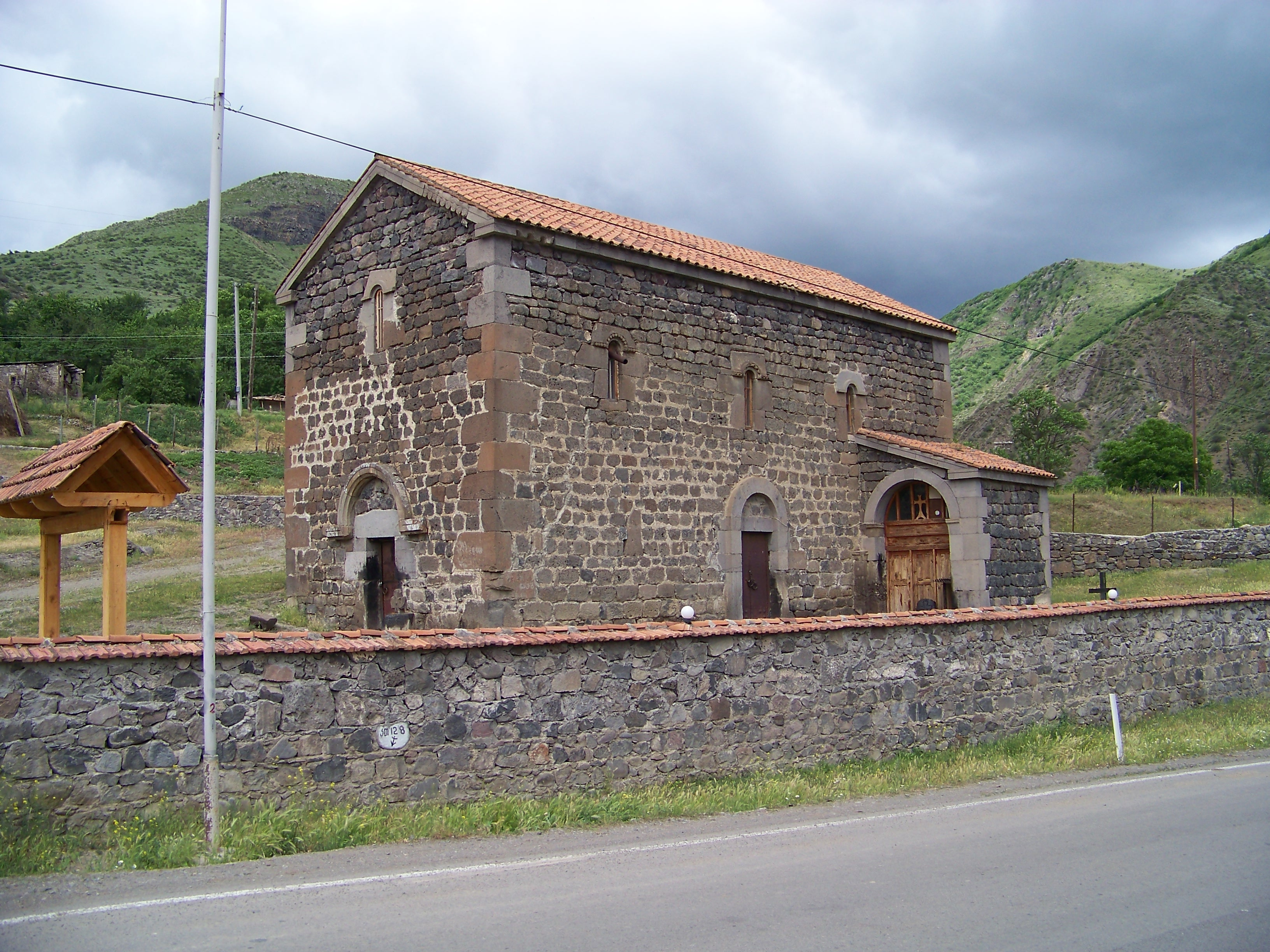
Iglesia de Jvilisha